# The Ladies’ Mercury

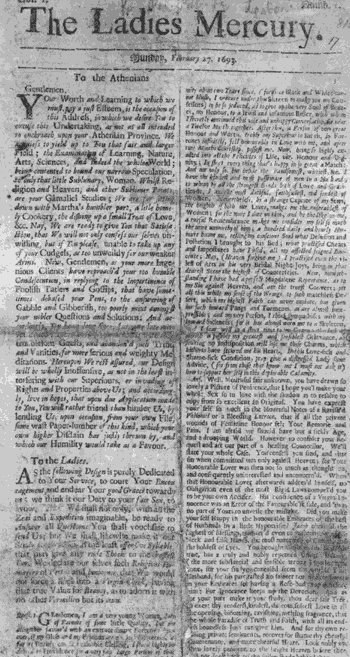
The Ladies’ Mercury 1693

The Ladies’ Mercury war ein Periodikum, das als erste englischsprachige Zeitschrift speziell für Frauen konzipiert wurde. Sie wurde 1693 in London von The Athenian Society herausgegeben.

## Geschichte
Der Londoner Verleger John Dunton gründete 1690 The Athenian Mercury. Die Zeitschrift befasste sich mit einer Reihe von Themen wie dem Privatleben, einschließlich Sexualität, der Religion und der Wissenschaft. The Athenian Mercury lud dazu ein, Fragen von Lesern einzureichen, und machte daraus Ratgeberliteratur. Da auch ein Interesse von Leserinnen an Brautwerbung, Ehe und Hausarbeit vermutet wurde, beschlossen die Herausgeber, den ersten Dienstag jeden Monats diesen Themen zu widmen. Am 3. Juni 1691 forderten sie erstmals dazu auf „vernünftige Fragen an sie zu richten, die vom schönen Geschlecht geschickt werden“. Aufgrund des Erfolgs dieser Serie wurde am 27. Februar 1693 erstmals The Ladies’ Mercury herausgebracht. Formell wurde das Blatt an eine ungenannte Damengesellschaft übergeben, allgemein wird aber angenommen, dass Dunton auch hier Herausgeber war, obwohl er dies nie zugab. Die Gesellschaft versprach „all die schönsten und kuriosesten Fragen zu Liebe, Ehe, Verhalten, Kleidung und Humor des weiblichen Geschlechts, ob Jungfrauen, Ehefrauen oder Witwen“ zu beantworten. Die Ausgaben bestanden aus einem einzigen doppelseitigen Blatt. The Ladies’ Mercury erschien lediglich vier Wochen und endete mit der letzten Ausgabe am 17. März 1693.